# Theofiel Reyn

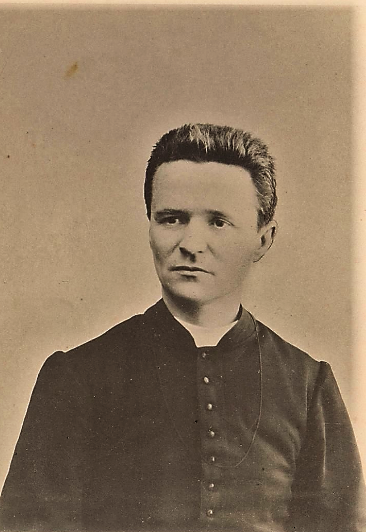
Theofiel Reyn, circa 1893

Theophilus Leopoldus Reyn (Beveren-Waas, 8 maart 1860 - Brussel, 8 maart 1941) was een Vlaams rooms-katholiek priester. Hij is een van de oprichters van de Aalmoezeniers van de Arbeid, een congregatie die zich richt op welzijn van arbeiders.

## Biografie
Theofiel Reyn (in het Frans: Théophile Reyn) werd geboren als vijfde kind in een gezin van acht. Op zijn zeventiende begon hij aan zijn priesteropleiding bij de Missionarissen van het Heilig Hart in Issoudun (Frankrijk). Daar werd hij in 1885 tot priester gewijd. In 1889 werd hij overste van het huis van de orde te Borgerhout bij Antwerpen, en in 1893 overste van het moederhuis in Issoudun.
Reyn wilde zich inzetten voor verbetering van de leef- en werkomstandigheden van de arbeiders, en voor hun spiritueel welzijn. Hij werd geïnspireerd door een oproep van bisschop Doutreloux van Luik om arbeiders-aalmoezeniers in te stellen (1886) en door de encycliek Rerum Novarum (1891) van paus Leo XIII die pleitte voor sociale rechtvaardigheid en solidariteit met de zwakkeren. In 1893 diende Reyn een verzoek in om de Orde van de Missionarissen van het Heilig Hart te mogen verlaten. Op dat moment bevond de orde zich in een crisis: veel priesters verlieten de orde en ook had men te lijden van anti-kerkelijke maatregelen in Frankrijk. Het werd Reyn als overste van het moederhuis kwalijk genomen dat hij in die omstandigheden wilde weggaan om een nieuwe aalmoezeniersorde op te richten. De aartsbisschop van Bourges (verantwoordelijk voor Issoudun) gaf hem echter toestemming om te vertrekken.

## Aalmoezeniers van de arbeid
De bisschop van Luik steunde Reyns plan om een nieuw orde te stichten, gericht op werk onder de arbeiders. Hij stelde als voorwaarde dat Reyn eerst één à twee jaar werkervaring zou opdoen in een arbeidersparochie zodat hij zijn plannen beter zou kunnen onderbouwen. Reyn werd benoemd tot vicaris in Seraing, een gemeente in de buurt van Luik waar de meeste van zijn parochianen in de metaalindustrie werkten. Samen met enkele andere priesters richtte hij een jaar later de Aalmoezeniers van de Arbeid op, die op 21 november 1894 werden erkend als een diocesane congregatie (een religieuze gemeenschap die onder toezicht van een bisschop staat en niet onder direct toezicht van de paus). Reyn werd benoemd tot algemeen overste. Het eerste huis van de Aalmoezeniers werd in Seraing gevestigd en was een groot succes.
De Aalmoezeniers van de Arbeid zetten zich in heel België in voor goed (technisch) onderwijs voor arbeiders en voor pastorale zorg. Ook was men actief met pensions, plaatsingsbureaus, ziekenzorg, verenigingswerk en deed men missiewerk in Afrika en Zuid-Amerika.
Reyn overleed in 1941 nadat hij in Brussel op de hoek van de Koningsstraat en de Wetstraat was aangereden door een Duits militair voertuig.